# اتحاد لوكسمبورغ لكرة القدم
تأسس اتحاد لوكسمبورغ لكرة القدم في عام 1908م، وانضم إلى الإتحاد الدولي لكرة القدم في 1910م، وانضم إلى الاتحاد الأوروبي لكرة القدم في 1954م.